# Handballverband Württemberg
Der Handballverband Württemberg e. V. (HVW) war ein Landesverband innerhalb des Deutschen Handballbundes (DHB).

## Verbandsprofil
Der am 15. März 1948 in Stuttgart gegründete Handballverband Württemberg e. V. ist der zweitgrößte Landesverband im Deutschen Handballbund.
Mit etwa 90.000 Einzelmitgliedern im Jahre 2022 gehört der HVW zu den großen Fachverbänden im Württembergischen Landessportbund e. V. (WLSB). Von den aktiven Mitgliedern sind rund 75 % Kinder und Jugendliche (26.213 Kinder, 10.553 Jugendliche). Der Mädchenanteil liegt in der Altersklasse bis 18 Jahren bei rund 42,5 %.

### Aus- und Fortbildung
Der Verband bietet zentrale und dezentrale Tageslehrgänge und Workshops für Handballtrainer und Übungsleiter ohne Trainerlizenzen an. Darüber hinaus kann die C- und B-Lizenz erworben werden.

### Nachwuchsförderung/Leistungssport
Regelmäßig schaffen einige Mitglieder den Sprung in die Nationalmannschaften. Die Spieler durchlaufen ein vierjähriges Training in Bezirks- und Verbandsfördergruppen sowie an den HVW-Stützpunkten. Für die Anschlussförderung stehen die regionalen Spitzensportzentren in Ostfildern (weiblich, Baden-Württemberg) und Göppingen (männlich, HVW) zur Verfügung.

### Fusion zum Baden-Württembergischen Handball-Verband (BWHV)
Zur Saison 2025/26 fusionierten die Handballverbände Württembergs, Badens und Südbadens zum Baden-Württembergischen Handball-Verband. Als Folge der Zusammenlegung werden auch die bisher bestehenden Bezirke durch neu zugeschnittene ersetzt. Am 9. März 2024 beschlossen die drei Verbände auf getrennten Versammlungen die Fusion zum 1. Juli 2025. Sitz des neuen Handballverbands wurde Freiburg.

## Bezirke
Das Verbandsgebiet des HVW ist in acht Bezirke eingeteilt:
| Bezirk 1 | Heilbronn-Franken |
| Bezirk 2 | Enz-Murr          |
| Bezirk 3 | Rems-Stuttgart    |
| Bezirk 4 | Esslingen-Teck    |
| Bezirk 5 | Stauferland       |
| Bezirk 6 | Achalm-Nagold     |
| Bezirk 7 | Neckar-Zollern    |
| Bezirk 8 | Bodensee-Donau    |

## Geschäftsführendes Präsidium
- Präsident: Hans Artschwager
- Vizepräsident Finanzen und Verwaltung: Rudolf Pfahl
- Vizepräsident Bezirke: Heiko Griebel
- Verbandsmanager: Thomas Dieterich

### Die Präsidenten seit 1948
- 1948–1961 August Schwarz
- 1961–1973 Paul Kenner
- 1973–1979 Willi Mühleisen
- 1979–1981 Horst Jung
- 1981–1999 Oskar Marcy
- 1999–2002 Michael Giehrl
- 2002–2008 Bernhard Bauer
- seit 2008 Hans Artschwager

## Schiedsrichterwesen
Nach längeren Querelen mit dem Präsidium trat der Verbandsausschuss Schiedsrichter unter Leitung des ehemaligen Bundesliga-Schiedsrichters Bernd Andler am 12. Juni 2013 geschlossen zurück. Dies war der erste Gesamtrücktritt eines Gremiums seit Bestehen des HVW. Auf einer außerordentlichen HVW-Sitzung am 17. Juni 2013 wurde für die Neubesetzung des Schiedsrichterwartes eine kommissarische Regelung bis zum HVW-Verbandstag am 17. Mai 2014 gefunden.
Um dem Schiedsrichtermangel entgegenzuwirken und Jugendliche als Spielleiter zu gewinnen, wurde 2015 der Kinderhandball-Spielleiter (Kihasl) eingeführt. Nach einer kurzen Ausbildung sind die Spielleiter berechtigt, Spieltage in unteren Jugendklassen bis zur D-Jugend zu leiten. Die Ausbildung ist ab 14 Jahren möglich. Darauf aufbauend existiert der Jugendhandball-Spielleiter (Juhasl), mit dem bei einem Mindestalter von 15 Jahren Spiele bis zur C-Jugend geleitet werden können.

## Mitgliedsvereine
Dem Verband gehören nach eigener Angabe knapp 400 Stammvereine und 100 Spielgemeinschaften an. Daneben nehmen einige Vereine aus umliegenden Gebieten am Spielbetrieb des HVW teil. Aus diesem Grund hat der HVW mit den Handballverbänden aus Baden, Bayern, Vorarlberg und der Ostschweiz Kooperationsverträge geschlossen.
In der Saison 2021/22 spielen Frisch Auf Göppingen, der TVB 1898 Stuttgart und der die HBW Balingen-Weilstetten in der Handball-Bundesliga der Männer. In der Frauen-Bundesliga spielen die SG BBM Bietigheim, die TuS Metzingen, und die Sport-Union Neckarsulm. Weitere Bundesligisten in früheren Jahren waren im männlichen Bereich die SG BBM Bietigheim, der TV Neuhausen, der VfL Pfullingen, die SG Stuttgart-Scharnhausen, der SV Möhringen, die TSG Oßweil und die TS Esslingen. Bei den Frauen spielten der Frisch Auf Göppingen, der TV Nellingen, der VfL Waiblingen, der VfL Sindelfingen, die TSG Weinheim und der VfL Neckargartach in der Vergangenheit in der Bundesliga.

## Bernhard-Kempa-Preis
Seit 2008 verleiht der Handballverband Württemberg den Bernhard-Kempa-Preis, der den Namen des Spielers, Spielertrainers und Trainers Bernhard Kempa (1920–2017) trägt. Er erfand den Kempa-Trick und war in den 1950er-Jahren der berühmteste Handballspieler der Welt. Mit dem Preis werden Verdienste um den Handballsport in Württemberg gewürdigt. Erster Preisträger war Heiner Brand. Zu den weiteren Ausgezeichneten gehörte 2014 Joachim Deckarm.